# Хёкстер
Хёкстер (нем. Höxter) — город в Германии, районный центр, расположен в земле Северный Рейн-Вестфалия. Подчинён административному округу Детмольд. Входит в состав района Хёкстер. Население составляет 31 089 человек (на 31 декабря 2010 года). Занимает площадь 157,89 км². Официальный код — 05 7 62 020.

## Административное деление
Город подразделяется на 13 городских районов.

## Геоинформация
Твёрдое основание города составляют глинистые сланцы, мергели, известняки и песчаники мезозоя. В сумме они имеют мощность от 1000 до 1500 метров. В течение длительной геологической истории все эти горные породы были подвержены многим разнонаправленным тектоническим движениям, образовав антиклинальные и синклинальные изгибы, грабены, горсты и иные, меньших размеров, тектонические нарушения. Ещё глубже находится цокольное основание, сложенное горными породами палеозоя: девонского, каменноугольного и пермского периодов. Верхний рыхлый горизонт осадочных пород в долине Везера и его притоков представляет собой чехол ледниковых отложений последнего в геологической истории антропогенового периода (гравийно-песчаные смеси и лёсс).
Песок и гравий долины Везера — замечательный коллектор подземных вод.
В геоморфологическом и ландшафтном отношении территории Хёкстера относится к так называемой территории «Обервальдер Ланд» (Oberwalder Land), являющейся одной из небольших частей Среднегерманской возвышенности. Здесь на широко распространённых под лесами известняках сформировались дерново-карбонатные (рендзина) и бурые почвы. На пологих склона и в низиназ на лёссовом основании развиты илисто-глинистые плодородные почвы, известные как лёссовые бурые, лёссовые коричневые (парабраун) почвы).

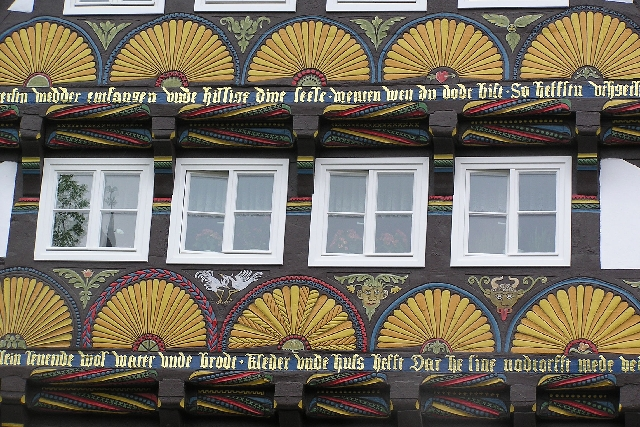
Хёкстер